# Ригоризм
Ригори́зм (фр. rigorisme от лат. rigor «твёрдость, строгость») — строгость проведения какого-либо принципа (нормы) в поведении и мысли. Ригоризм исключает компромиссы и не учитывает другие принципы, отличные от исходного.
Обычно под ригоризмом понимают нравственный (моральный, моралистический, этический) ригоризм — ригоризм в проведении нравственных норм. Часто это слово используется в отрицательном смысле, для обозначения чрезмерно мелочной строгости в соблюдении правил нравственности.
Ригоризм является важным понятием этики. Ригористичны многие религиозные и философские учения (например, стоицизм и пуританизм). Нередко ригоризм является выражением этического формализма.

## Кант
Ригоризм является существенной чертой этики Иммануила Канта. Проявляется он в том, что, по Канту, критерием нравственности может быть только долг. Нравственными признаются лишь те поступки, которые совершены по велению долга. Если поступок не противоречит требованиям долга или даже соответствует им, но совершается из других побуждений (например, из склонности), то он не является нравственным.
Кроме того, Кант использовал термин «ригорист». Классифицируя нравственные позиции, он противопоставлял ригористов латитудинариям (см. Latitudinarianism (philosophy)). Первые, например стоики, не признают нравственно безразличных действий (др.-греч. ἀδιάφορα), а вторые признают.

## В психопатологии
В психопатологии термин «ригоризм» означает непреклонное, слепое и неадекватное реальным обстоятельствам соблюдение неких принципов, правил, преимущественно в вопросах нравственности. У детей и подростков проявляется неестественной правильностью, послушностью, образцовостью в поведении; у взрослых — крайней прямолинейностью, не взирающей ни на что «честностью», «откровенностью» вплоть до регрессивной синтонности. Рассматривается как признак аутизма.